# William Powell Frith

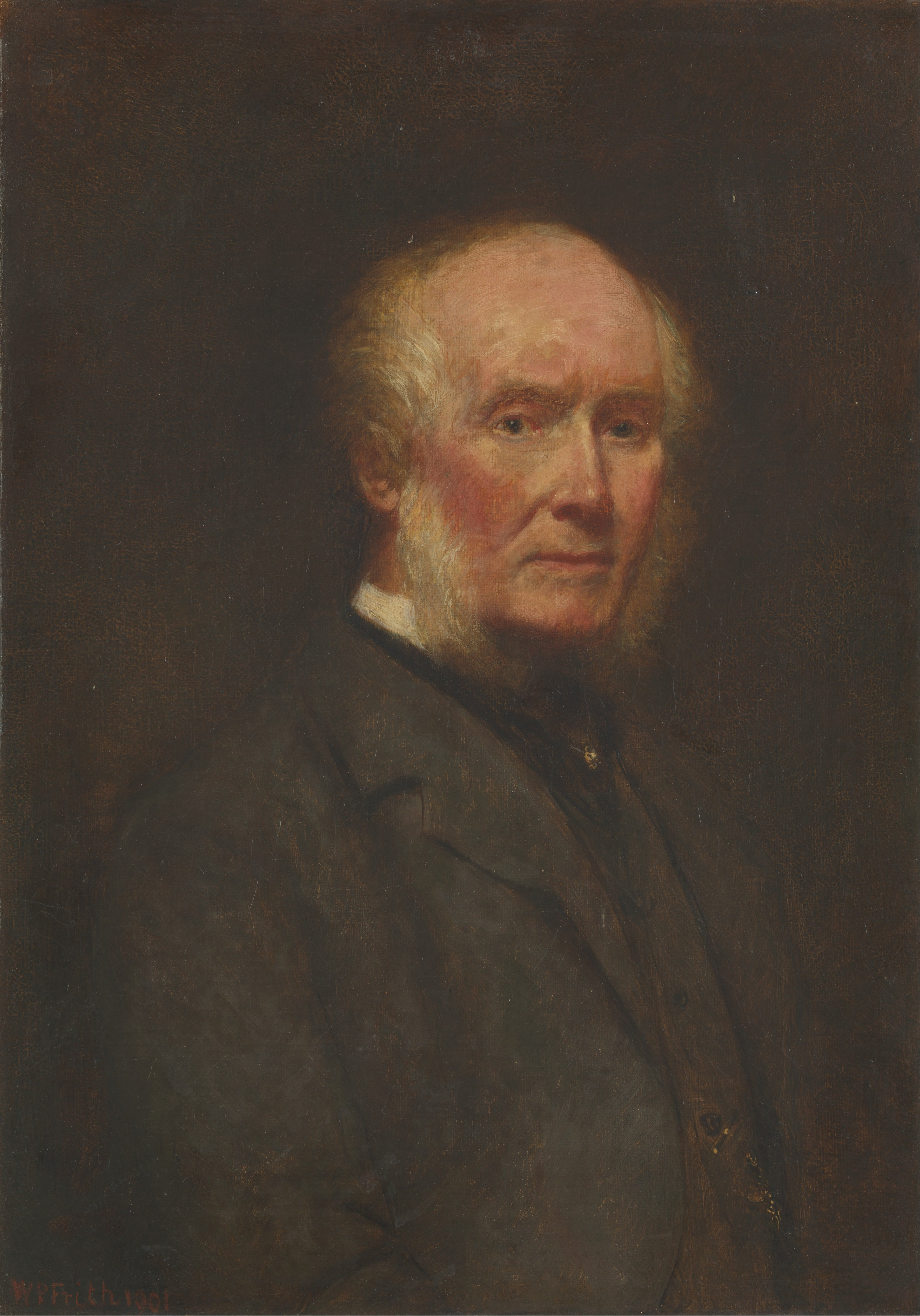
Autoritratto all'età di 83 anni

William Powell Frith (Aldfield, 19 gennaio 1819 – Londra, 9 novembre 1909) è stato un pittore britannico.

## Biografia
Frith si specializzò in soggetti di genere e in opere che descrivono l'epoca vittoriana. Tra le sue prime opere si cita il dipinto Alexander Pope mentre dichiara il suo amore a lady Montagu del 1852. È stato eletto alla Royal Academy nel 1853, presentando come lavoro per il diploma The Sleeping Model. È stato descritto come "il più grande pittore inglese della scena sociale da Hogarth".
Da opere erudite passò al Realismo; di lui si ricordano: Giornata di Derby (1858), due autoritratti, La stazione (1862) e La visita privata alla Royal Academy, 1881 (1883).
Nato ad Aldfield, nel North Yorkshire, Frith si avvicinò all'arte grazie al padre, un albergatore di Harrogate. Nel 1835 si trasferisce a Londra, per studiare alla Sass's Academy in Charlotte Street, per poi frequentare la Royal Academy Schools. Le opere iniziali sono da ritrattista: espose per la prima volta al British Institution (1838). Negli anni Quaranta dell'Ottocento ritrae spesso soggetti tratti dai romanzi di Charles Dickens (di cui esegue un ritratto) e di Laurence Sterne.
Era anche membro di The Clique, che comprendeva anche Richard Dadd. Il suo lavoro venne influenzato in particolare dai dipinti di Sir David Wilkie, che affrontava soggetti domestici.
In Vita di spiaggia (Ramsgate Sands, Life at the Seaside, 1854) ha descritto i visitatori e gli animatori di una località balneare. Seguì Giornata di Derby (The Derby Day), che raffigura una folla ad una gara a Epsom Downs: l'opera si basa sugli studi fotografici di Robert Howlett, ed ottenne un enorme successo.
Nel 1856 venne fotografato al The Photographed Institute da Robert Howlett, come parte di una serie di ritratti dedicata agli artisti affermati: il ritratto era parte di un gruppo esposto all'Art Treasures Exhibition, a Manchester, nel 1857.
Un altro dipinto noto di Frith è La stazione (The Railway Station), scena di vita alla stazione di Paddington. Nel 1865 venne scelto per dipingere Il matrimonio del principe del Galles (The Marriage of the Prince of Wales).

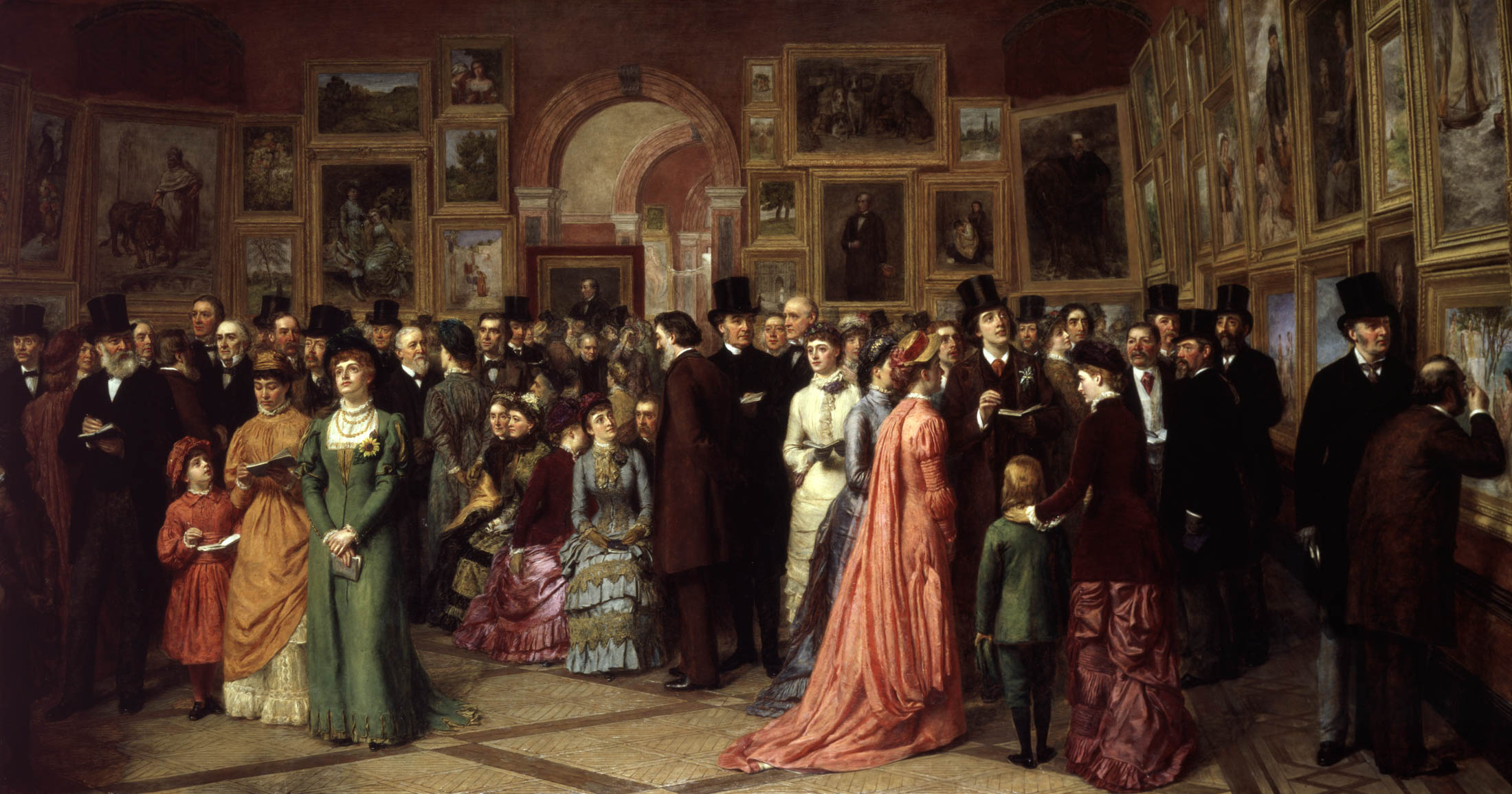
A Private View at the Royal Academy, 1881

Frith era un tradizionalista, che rese nota la sua avversione riguardo agli sviluppi dell'arte moderna in vari scritti, tra cui un paio di autobiografie: My Autobiography and Reminiscences (1887) e Further Reminiscences (1888). In questi scritti emerge una certa vena di narratore, che lo resero ancor più popolare.
Si è scagliato contro i Preraffaelliti e il Movimento Estetico, con una satira contenuta nell'opera A Private View at the Royal Academy, 1881 (1883), in cui Oscar Wilde è raffigurato discorrere sull'arte mentre gli amici di Frith guardano con disapprovazione. Tra gli amici si vedono Frederic Leighton, il pittore John Everett Millais e il romanziere Anthony Trollope.
Dalla moglie Isabelle ebbe dodici figli: a un miglio da casa, però, intratteneva una relazione con Mary Alford, mantenendone i sette figli: quando Isabelle morì nel 1880, sposò Mary. Negli ultimi anni dipinse molte copie dei suoi quadri più famosi, e si aprì ad opere più disinibite sessualmente, come nel nudo Dopo il bagno (After the Bath).
Frith fu anche prozio e consigliere del ritrattista della scuola inglese Henry Keyworth Raine (1872-1932). Nel 1890 si ritirò dalla Royal Academy, ma continuò ad esporre fino al 1902.
Morì nel 1909: è seppellito al Kensal Green Cemetery, a Londra.